# Clásico Universitario
El Clásico Universitario es uno de los partidos más importantes del fútbol chileno en el cual se enfrentan los clubes Universidad Católica y Universidad de Chile. Este clásico ha sido reconocido por la FIFA como el más tradicional de Chile. Es la rivalidad más antigua entre dos clubes de raigambre académica, ya que los primeros antecedentes de esta confrontación se remontan a los Clásicos Universitarios de 1909.
La Universidad de Chile posee una mayor cantidad de partidos oficiales ganados, 98 triunfos contra 77 de la Universidad Católica, con 76 victorias azules y 61 encuentros ganados por los cruzados en Primera División. En cuanto a las 21 definiciones que han protagonizado, tanto por torneos nacionales como internacionales, Universidad Católica ganó 14 y Universidad de Chile 7.
Por su lado, la mayor racha invicta en partidos oficiales la ostenta Universidad de Chile, con un total de 24 encuentros sin perder ante su clásico rival. Entre 1971 y 1983, los azules cimentaron la histórica marca de 12 años de hegemonía sobre los cruzados. Para Universidad Católica, la mejor racha invicta en clásicos universitarios oficiales se desarrolló entre 1987 y 1992, traducida en 10 partidos sin conocer la derrota.

## Estadios

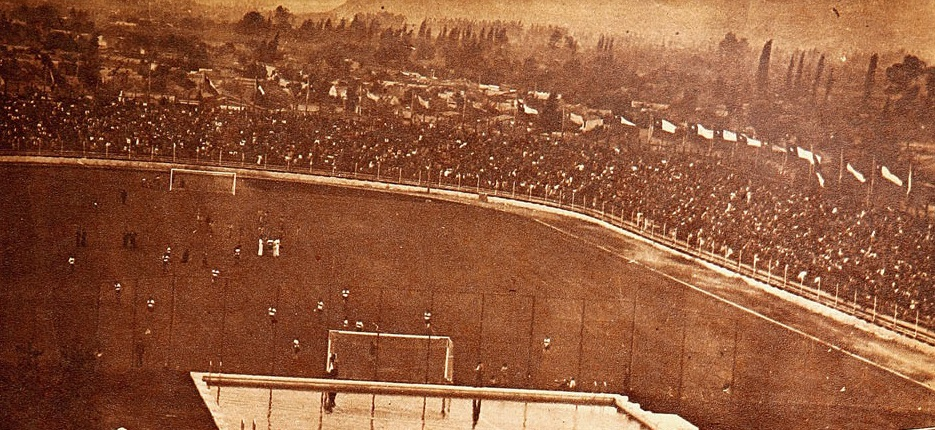
Independencia en 1945, año de su inauguración, tercer estadio de Universidad Católica.

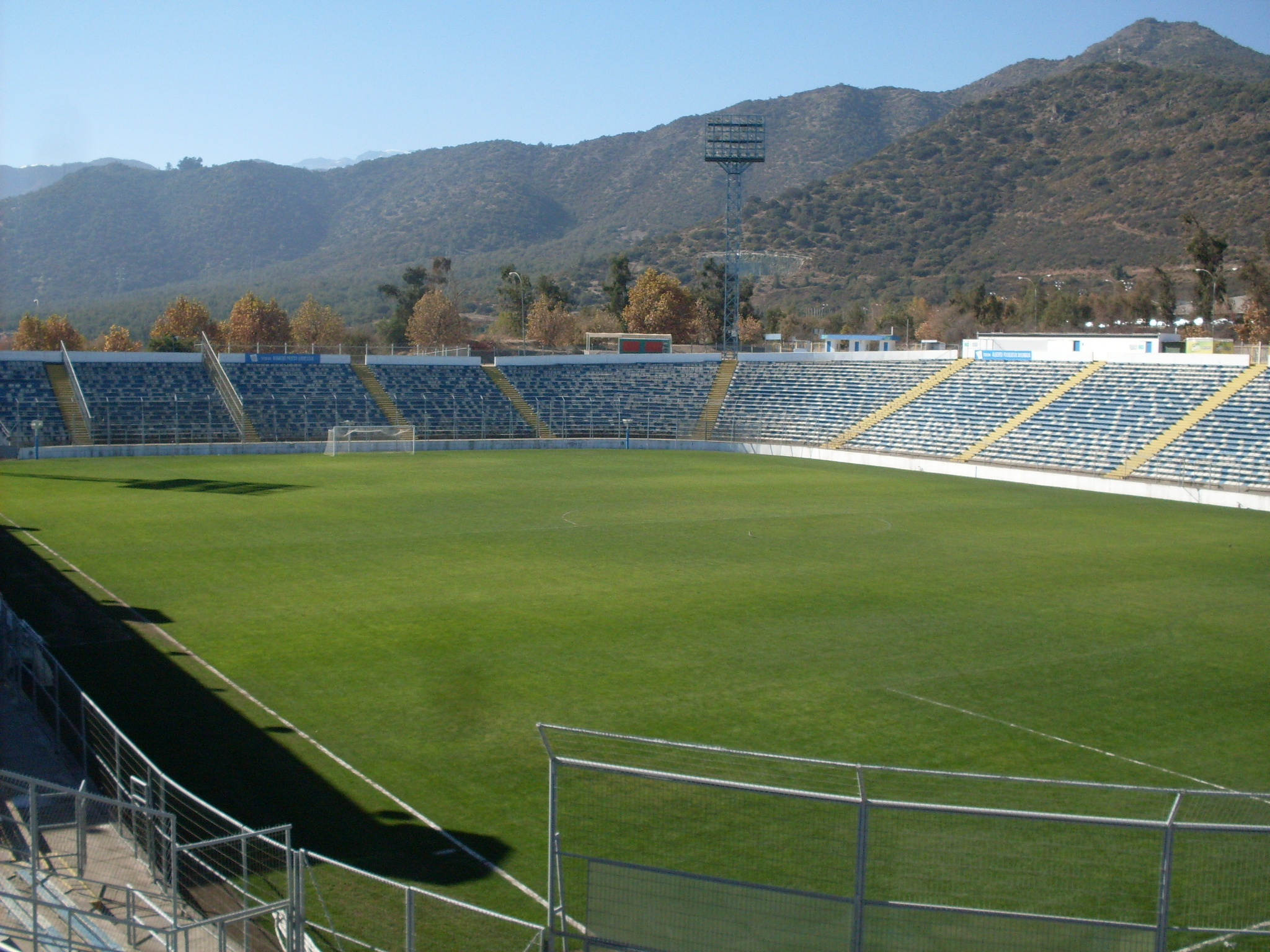
San Carlos de Apoquindo, actual estadio de Universidad Católica.

De acuerdo a algunos profesionales relacionados con el diseño y explotación de esta clase de obras, un estadio propio genera una repercusión social, económica, arquitectónica, cultural, y es un testimonio tanto de la evolución como del desempeño de un club deportivo. Universidad Católica ha sido propietario de cuatro reductos: El Estadio Universidad Católica, ubicado en el sector de Maestranza y Marcoleta; Campos de Sports de Ñuñoa, que ya contaba con un amplio historial en el deporte chileno; Independencia, situado en la comuna homónima de Santiago e inaugurado el 12 de octubre de 1945; y San Carlos de Apoquindo, que abrió sus puertas el 4 de septiembre de 1988. Después de su última remodelación, San Carlos de Apoquindo posee una capacidad de 20 000 espectadores. Desde su inauguración ha albergado encuentros válidos por Copa Libertadores, Copa Sudamericana y Copa Mercosur. Fue escenario de la final de Copa Interamericana 1994, que terminó en manos de Católica, y de otras definiciones en el plano local correspondientes al Torneo oficial, Copa Chile y Supercopa. En ese mismo reducto, la Selección chilena disputó cinco partidos de las Clasificatorias para la Copa Mundial 2022.
En cuanto a Universidad de Chile, hasta la fecha no cuenta con un recinto propio, debiendo oficiar de local en estadios como el Nacional y Santa Laura.

## Historia

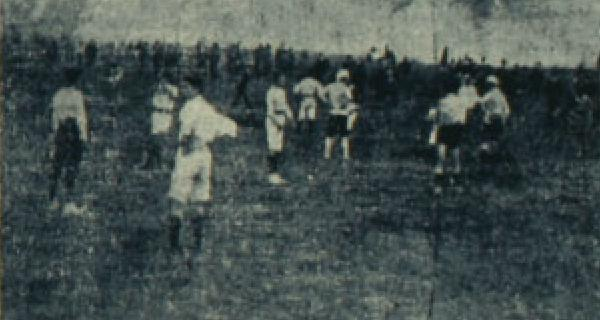
Universidad Católica F.C. 4:1 Universidad de Chile, 14 de noviembre de 1909.

En los orígenes del clásico universitario, hay que remontarse al 1 de noviembre de 1909. Ese día se enfrentaron en un match la selección de fútbol de la Universidad de Chile y Universidad Católica F.C.. El resultado fue 3:3 en la Cancha del Carmen, Cricket Club, con anotaciones de Jiménez y Olavarría para la Universidad de Chile, y de Víctor Vergara y Castro para UC F.C. 
| "Match Inter-universitario de Foot-ball"; 1 de noviembre de 1909 | Universidad Católica F.C. | 3:3 (0:3) | Selección de la Universidad de Chile | Cancha del Carmen, Cricket Club, Santiago (Chile)        |                                                          |
|                                                                  | Vergara · Castro          | Reporte   | Jiménez · Olavarría                  | Asistencia: 400 espectadores Árbitro(s): Juan Mac Donald | Asistencia: 400 espectadores Árbitro(s): Juan Mac Donald |

El 14 de noviembre del mismo año, vuelven a enfrentarse. En esa ocasión Católica F.C. venció por 4 goles a 1.
| "Match Inter-universitario de Foot-ball"; 14 de noviembre de 1909 | Selección de la Universidad de Chile | 1:4 | Universidad Católica F.C. | Cancha del Carmen, Cricket Club, Santiago Chile |  |
|                                                                   |                                      |     |                           | Árbitro(s): Juan Mac Donald                     |  |

El 19 de noviembre de 1927, Universidad Católica, tras su primera fundación en dicha temporada, enfrentó al Club Universidad de Chile, fundado meses antes, en el Día de la Universidad Católica, realizado en los Campos de Sports de Ñuñoa. Es uno de los primeros antecedentes de la disputa de un trofeo entre ambas universidades. El triunfo fue para Católica por 2:1.
| "Copa Día de la Universidad Católica"; 19 de noviembre de 1927 | Universidad Católica | 2:1 | Universidad de Chile | Campos de Sports de Ñuñoa, Santiago (Chile) |  |
|                                                                | Pallarés · Ortiz     |     | (s/i)                |                                             |  |

El primer Clásico universitario en el profesionalismo se disputó el 13 de junio de 1937, en la cancha del Estadio Militar.
| Fecha 1 de Serie B Profesional de Chile 1937; 13 de junio de 1937 | Universidad de Chile             | 2:1     | Universidad Católica | Estadio Militar, Santiago Chile |                                 |
|                                                                   | Juan Las Heras · Guillermo Riera | Reporte | Anotado              | Asistencia: 12 000 espectadores | Asistencia: 12 000 espectadores |
| Luis Fuentes (U).                                                 |                                  |         |                      |                                 |                                 |

Con la consolidación de la práctica del fútbol en ambas universidades, los enfrentamientos continuaron desarrollándose a lo largo de las décadas de 1920 y 1930. Cabe señalar que en 1928 las federaciones deportivas de las dos universidades se unieron para crear la Confederación Universitaria de Deportes, entidad que agrupó a deportistas ligados a las cuatro principales universidades del país en ese momento, y que funcionó hasta 1936.
El 21 de abril de 1937, se funda el CDUC, destacando su rama de fútbol. Tras su ingreso a Primera División en 1939, se enfrentaron por la serie de honor por primera vez el 2 de julio del mismo año, con triunfo para la U por 2 goles a 0. 
| Campeonato Nacional 1939; 2 de julio de 1939 | Universidad de Chile                  | 2:0                        | Universidad Católica | Estadio Nacional, Ñuñoa, Santiago de Chile                 |                                                            |
| 16:00                                        | Jaime Riera 44' · Guillermo Riera 76' | Reporte                    |                      | Asistencia: 25 000 espectadores Árbitro(s): Alfredo Vargas | Asistencia: 25 000 espectadores Árbitro(s): Alfredo Vargas |
|                                              |                                       | Tiros desde el punto penal |                      |                                                            |                                                            |
|                                              |                                       |                            | Fernando Riera 66'   |                                                            |                                                            |
| Las Heras (U) a los 74’                      |                                       |                            |                      |                                                            |                                                            |

Nacen por ese entonces los espectáculos previos a los partidos entre ambas escuadras, creados y organizados por Gustavo Aguirre, Premio Nacional de Periodismo Deportivo décadas después y hombre ligado a Universidad Católica.
Desde esa fecha hasta el primer descenso de la UC, en 1955, existió una paridad casi absoluta entre las dos escuadras. En 36 partidos, la UC se impuso en 15 partidos y la U en igual número de encuentros, mientras los seis restantes terminaron en empate.
Tras la vuelta del conjunto cruzado a la primera división, comenzaría una de las épocas de mayor rivalidad entre ambas universidades, que incluyó las definiciones por el título en 1961, con victoria de la UC por 3 a 2, y 1962, con resultado de 5 a 3 para los azules.
Si bien la U ya comenzaba a sacar ventaja durante los años 1960, fue en la década del setenta, época en la que la UC tuvo un periodo de dos años en segunda división, cuando la U logró números favorables, que incluyó una serie invicta de 20 partidos entre 1971 y 1981. Por campeonatos de Primera división estaría sin perder hasta 1984.
En los años 1980, Universidad Católica asume protagonismo en el futbol chileno, especialmente con los títulos de 1984 y 1987. Desde esa temporada inclina la balanza a su favor ante su rival, como prueban los clásicos de 1987. En la temporada siguiente, Universidad de Chile descendió a segunda división, y entre su regreso a la división de honor e inicios de los años 1990, sufrió sucesivas derrotas ante Universidad Católica, incluyendo la goleada de 5:2 correspondiente a 1991. En enero de 1993, por la Liguilla Prelibertadores de la temporada anterior, debieron jugar un partido de definición por el segundo cupo a la Copa Libertadores 1993, el cual resultó con victoria del equipo cruzado por 3:1, con un hattrick del delantero cruzado Juan Carlos Almada.
La rivalidad se hizo intensa a mediados de la década del noventa, destacándose las temporadas de 1994 y 1995. En dichas temporadas ambos clubes pelearon palmo a palmo por el campeonato, imponiéndose la U con ventajas mínimas. Se destaca el duelo de la primera rueda de 1994. Tras la expulsión de dos de sus jugadores, Católica se hizo fuerte en la adversidad y ganó por 1:0, con un cabezazo de Sergio Vázquez luego de conectar un tiro libre de Gorosito. En la segunda rueda, el 4 de diciembre de 1994, con un polémico arbitraje de Carlos Robles Mella, triunfó la U por el mismo marcador, con gol de Marcelo Salas, encuentro que sería clave en la obtención de dicho campeonato.
En 1995, compartieron grupo en la edición de la Copa Libertadores de ese año. Fue necesaria una definición entre ambos equipos. Universidad Católica goleó a Universidad de Chile por 4:1, con goles de Miguel Ardiman, Alberto Acosta en dos ocasiones y Néstor Gorosito, con un descuento de Patricio Mardones. 
En resumen, entre 1990 y 1999, los dos equipos jugaron 28 veces, con 10 victorias cruzadas, 13 empates y 5 victorias azules.
A partir del inicio del nuevo milenio han jugado en 36 ocasiones con 13 victorias de la U, 13 de la UC y 10 empates. Destacan las dos finales entre Católica y la U, con triunfo cruzado en el Clausura de 2005 y azul en el Apertura de 2011.
Existieron bastantes duelos personales en la historia de los Clásicos universitarios. Los más sobresalientes fueron en los años 1960, protagonizados por Rubén Marcos y Néstor Isella, y en los noventa entre Alberto Acosta y Luis Musrri.
Tras la inauguración de San Carlos de Apoquindo el 4 de septiembre de 1988, el primer clásico universitario que debió jugarse en el nuevo recinto fue disputado el 12 de noviembre de ese año. Pese a trasladarse al Estadio Nacional, Universidad Católica se impuso por 1-0 a Universidad de Chile.
| Primera División de Chile 1988; 12 de noviembre de 1988 | Universidad Católica | 1:0 | Universidad de Chile | Estadio Nacional, Santiago de Chile |                                 |
|                                                         | Raimundo Tupper 48'  |     |                      | Asistencia: 27.967 espectadores     | Asistencia: 27.967 espectadores |

En 2011, se cumple un anhelo de varios años de hinchas y dirigentes de la Universidad Católica, el cual fue disputar los clásicos de local en San Carlos de Apoquindo. El primero fue un triunfo por goleada ante Colo Colo por 4:0 en octubre de ese año. Luego, en las semifinales del Clausura, cae por 2:1 ante los azules. Actualmente, Universidad Católica tiene una racha de 9 años sin perder de local ante Universidad de Chile en su estadio. La última vez que los azules lograron un triunfo de visita en ese reducto fue el año 2015.

### Máxima goleada del clásico

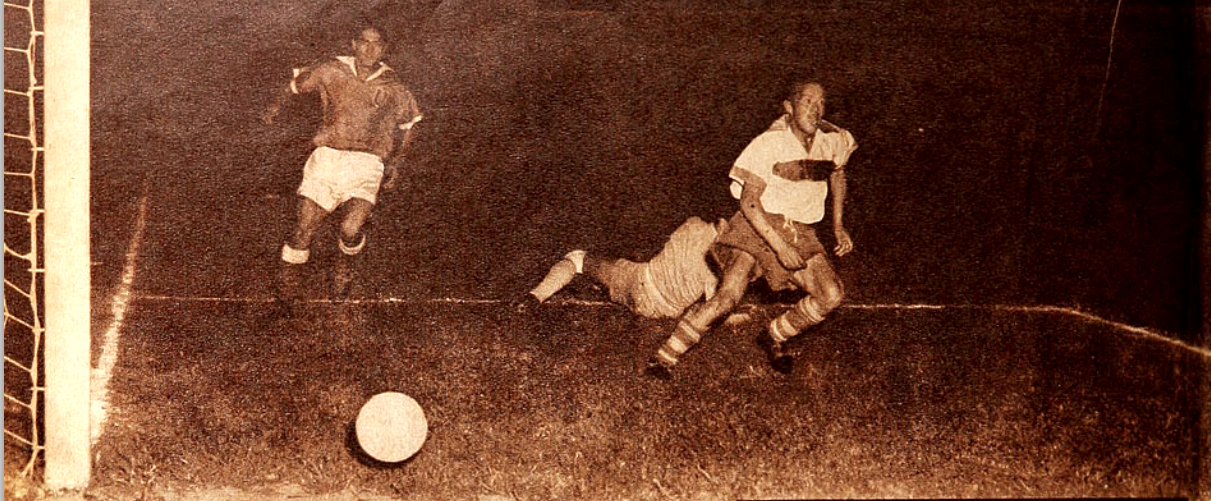
Tercer gol de Miguel Ángel Montuori en la goleada 5-0 de Universidad Católica sobre Universidad de Chile en 1954.

La máxima goleada del Clásico universitario ocurrió en un partido de fútbol oficial, disputado el 24 de noviembre de 1954, entre Universidad Católica y Universidad de Chile, por la 15.ª fecha del Torneo Nacional 1954. El marcador favoreció por 5 a 0 a Universidad Católica, con goles de Horacio Cisternas, Romualdo Moro y Miguel Ángel Montuori (3). En esa temporada, Universidad Católica terminaría coronándose campeón. Por otra parte, Universidad de Chile realizó una campaña discreta, ocupando a la postre el penúltimo lugar en la tabla.
| Primera División de Chile 1954; 24 de noviembre de 1954 | Universidad Católica                                                                       | 5:0 | Universidad de Chile | Estadio Nacional, Santiago de Chile                       |                                                           |
|                                                         | Horacio Cisternas '24' · Romualdo Moro '61' · Miguel Ángel Montuori · '66' · '77' · '45+2' |     |                      | Asistencia: 53.804 espectadores Árbitro(s): Raúl Iglesias | Asistencia: 53.804 espectadores Árbitro(s): Raúl Iglesias |

## Historial estadístico
- Actualizado al 3 de mayo de 2025

| Competición                        | PJ  | PG UCh | PE | PG UC | GF UCh | GF UC |
| ---------------------------------- | --- | ------ | -- | ----- | ------ | ----- |
| Primera División                   | 200 | 76     | 63 | 61    | 289    | 263   |
| Total de Primera División          | 200 | 76     | 63 | 61    | 289    | 263   |
| Serie B Profesional                | 1   | 1      | 0  | 0     | 2      | 1     |
| Total de Serie B Profesional       | 1   | 1      | 0  | 0     | 2      | 1     |
| Copa Chile(1)                      | 11  | 6      | 2  | 3     | 20     | 18    |
| Copa Polla Gol(2)                  | 15  | 7      | 3  | 5     | 25     | 19    |
| Copa Digeder(3)                    | 2   | 1      | 1  | 0     | 2      | 1     |
| Total de Copa Chile y similares    | 28  | 14     | 6  | 8     | 47     | 38    |
| Supercopa de Chile(4)              | 1   | 0      | 0  | 1     | 1      | 2     |
| Total de Supercopa de Chile        | 1   | 0      | 0  | 1     | 1      | 2     |
| Campeonato de Apertura(5)          | 1   | 1      | 0  | 0     | 2      | 0     |
| Campeonato de Preparación(6)       | 2   | 1      | 0  | 1     | 5      | 5     |
| Copa Carlos Varela(7)              | 1   | 1      | 0  | 0     | 4      | 3     |
| Copa de la República(8)            | 2   | 1      | 0  | 1     | 2      | 2     |
| Total de copas domésticas extintas | 6   | 4      | 0  | 2     | 13     | 10    |
| Copa Libertadores                  | 11  | 2      | 5  | 4     | 14     | 16    |
| Copa Sudamericana                  | 2   | 1      | 0  | 1     | 2      | 2     |
| Total internacional                | 13  | 3      | 5  | 5     | 16     | 18    |
| Total oficial                      | 249 | 98     | 74 | 77    | 368    | 332   |

### Últimos 20 partidos oficiales
| Temporada        | Local       | Visitante   | Fecha      | Resultado | Estadio                           |
| ---------------- | ----------- | ----------- | ---------- | --------- | --------------------------------- |
| Copa Chile 2016  | U. de Chile | U. Católica | 24.10.2016 | 3-3       | Nacional, Santiago                |
| Clausura 2016/17 | U. Católica | U. de Chile | 29.04.2017 | 3-1       | San Carlos de Apoquindo, Santiago |
| Transición 2017  | U. de Chile | U. Católica | 29.10.2017 | 1-0       | Nacional, Santiago                |
| Nacional 2018    | U. Católica | U. de Chile | 13.05.2018 | 1-1       | San Carlos de Apoquindo, Santiago |
| Nacional 2018    | U. de Chile | U. Católica | 27.10.2018 | 2-0       | Nacional, Santiago                |
| Nacional 2019    | U. Católica | U. de Chile | 14.04.2019 | 4-0       | San Carlos de Apoquindo, Santiago |
| Nacional 2019    | U. de Chile | U. Católica | 25.08.2019 | 1-1       | Nacional, Santiago                |
| Nacional 2020    | U. Católica | U. de Chile | 04.10.2020 | 3-0       | San Carlos de Apoquindo, Santiago |
| Nacional 2020    | U. de Chile | U. Católica | 23.12.2020 | 0-0       | Nacional, Santiago                |
| Nacional 2021    | U. de Chile | U. Católica | 01.08.2021 | 2-1       | El Teniente, Rancagua             |
| Nacional 2021    | U. Católica | U. de Chile | 07.11.2021 | 1-0       | San Carlos de Apoquindo, Santiago |
| Nacional 2022    | U. Católica | U. de Chile | 02.04.2022 | 2-1       | San Carlos de Apoquindo, Santiago |
| Nacional 2022    | U. de Chile | U. Católica | 27.08.2022 | 0-3       | Nacional, Santiago                |
| Copa Chile 2022  | U. de Chile | U. Católica | 25.09.2022 | 1-0       | Santa Laura, Santiago             |
| Copa Chile 2022  | U. Católica | U. de Chile | 13.10.2022 | 2-2       | El Teniente, Rancagua             |
| Nacional 2023    | U. de Chile | U. Católica | 28.06.2023 | 3-0       | Santa Laura, Santiago             |
| Nacional 2023    | U. Católica | U. de Chile | 11.11.2023 | 1-3       | Santa Laura, Santiago             |
| Nacional 2024    | U. de Chile | U. Católica | 18.05.2024 | 1-2       | Nacional, Santiago                |
| Nacional 2024    | U. Católica | U. de Chile | 19.10.2024 | 1-2       | Santa Laura, Santiago             |
| Nacional 2025    | U. de Chile | U. Católica | 03.05.2025 | 1-0       | Nacional, Santiago                |

### Títulos por década
| Décadas   | U. Católica | U. de Chile |
| --------- | ----------- | ----------- |
| 1931-1940 | 0           | 1           |
| 1941-1950 | 1           | 0           |
| 1951-1960 | 2           | 1           |
| 1961-1970 | 2           | 6           |
| 1971-1980 | 1           | 1           |
| 1981-1990 | 4           | 1           |
| 1991-2000 | 4           | 6           |
| 2001-2010 | 3           | 2           |
| 2011-2020 | 9           | 9           |
| 2021-2030 | 2           | 1           |

De acuerdo a lo establecido por la RAE, las décadas comienzan en 1 y terminan en 0. Por lo tanto, 5 son favorables para Universidad Católica, 3 para Universidad de Chile y en 2 empataron logros. En el recuento se incluye títulos de Primera División, Primera B, Copa Chile, Supercopa de Chile, Copa Francisco Candelori y Copa de la República.

## Mayores goleadas

### Universidad de Chile
| Fecha      | Local       | Resultado | Visitante   | Motivo            |
| ---------- | ----------- | --------- | ----------- | ----------------- |
| 15.08.1945 | U. de Chile | 4-1       | U. Católica | Torneo Nacional   |
| 19.11.1947 | U. de Chile | 4-0       | U. Católica | Torneo Nacional   |
| 29.12.1962 | U. Católica | 1-4       | U. de Chile | Torneo Nacional   |
| 08.10.1969 | U. de Chile | 4-1       | U. Católica | Torneo Nacional   |
| 23.08.1972 | U. de Chile | 4-0       | U. Católica | Torneo Nacional   |
| 21.05.1974 | U. de Chile | 4-1       | U. Católica | Copa Chile        |
| 23.08.1985 | U. de Chile | 4-1       | U. Católica | Copa Chile        |
| 10.02.1995 | U. de Chile | 4-1       | U. Católica | Copa Libertadores |
| 12.06.2011 | U. Católica | 1-4       | U. de Chile | Torneo Nacional   |

### Universidad Católica
| Fecha      | Local       | Resultado | Visitante   | Motivo                    |
| ---------- | ----------- | --------- | ----------- | ------------------------- |
| 24.07.1949 | U. Católica | 4-1       | U. de Chile | Torneo Nacional           |
| 25.11.1953 | U. de Chile | 0-4       | U. Católica | Torneo Nacional           |
| 24.11.1954 | U. Católica | 5-0       | U. de Chile | Torneo Nacional           |
| 10.05.1970 | U. de Chile | 1-4       | U. Católica | Torneo Metropolitano      |
| 15.08.1991 | U. de Chile | 2-5       | U. Católica | Torneo Nacional           |
| 12.04.1995 | U. Católica | 4-1       | U. de Chile | Copa Libertadores         |
| 03.11.1996 | U. de Chile | 2-5       | U. Católica | Torneo Nacional           |
| 05.12.1996 | U. Católica | 5-2       | U. de Chile | Liguilla Pre-Libertadores |
| 14.04.2019 | U. Católica | 4-0       | U. de Chile | Torneo Nacional           |

- Nota: Se tienen en cuenta solo los partidos en que el equipo ganador haya marcado al menos cuatro goles y haya logrado al menos una diferencia de tres.

## Definiciones entre Universidad Católica y Universidad de Chile
Se consideran sólo los partidos de eliminación directa, definiciones y finales (Ida y vuelta o partido único en campo neutral). Las fechas regulares de torneos no se incluyen ya que su valor es proporcional al resto de las jornadas de un campeonato (3 puntos según la reglamentación vigente) y todos los equipos compiten entre sí.

### Campeonato Nacional
| Ganador              | Torneo                | Fase             |
| -------------------- | --------------------- | ---------------- |
| Universidad Católica | Primera División 1961 | Final            |
| Universidad de Chile | Primera División 1962 | Final            |
| Universidad Católica | Torneo Apertura 2002  | Semifinal        |
| Universidad Católica | Torneo Clausura 2002  | Semifinal        |
| Universidad Católica | Torneo Clausura 2005  | Final            |
| Universidad de Chile | Torneo Apertura 2006  | Cuartos de final |
| Universidad de Chile | Torneo Apertura 2011  | Final            |
| Universidad de Chile | Torneo Clausura 2011  | Semifinal        |

### Copas Nacionales
| Ganador              | Torneo                  | Fase             |
| -------------------- | ----------------------- | ---------------- |
| Universidad de Chile | Copa Apertura 1940      | Semifinal        |
| Universidad Católica | Copa República 1983     | Segunda fase     |
| Universidad de Chile | Copa Chile 2012-13      | Final            |
| Universidad Católica | Supercopa de Chile 2016 | Final            |
| Universidad Católica | Copa Chile 2016         | Cuartos de final |
| Universidad de Chile | Copa Chile 2022         | Cuartos de final |

### Otros torneos oficiales
| Ganador              | Torneo                                             | Fase         |
| -------------------- | -------------------------------------------------- | ------------ |
| Universidad Católica | Torneo de Consuelo del Campeonato de Apertura 1949 | Primera fase |

### Liguillas Pre-Libertadores
| Ganador              | Torneo                           | Fase      |
| -------------------- | -------------------------------- | --------- |
| Universidad Católica | Definición Pre-Libertadores 1968 | Final     |
| Universidad Católica | Liguilla Pre-Libertadores 1992   | Final     |
| Universidad Católica | Liguilla Pre-Libertadores 1996   | Semifinal |
| Universidad Católica | Liguilla Pre-Libertadores 1998   | Final     |

### Torneos internacionales
| Ganador              | Torneo                 | Fase                                      |
| -------------------- | ---------------------- | ----------------------------------------- |
| Universidad Católica | Copa Libertadores 1995 | Definición clasificado a octavos de final |
| Universidad Católica | Copa Sudamericana 2005 | Primera fase                              |

### Total definiciones
| Equipo               | Ganadas | Perdidas |
| -------------------- | ------- | -------- |
| Universidad Católica | 14      | 7        |
| Universidad de Chile | 7       | 14       |

## Otros datos estadísticos

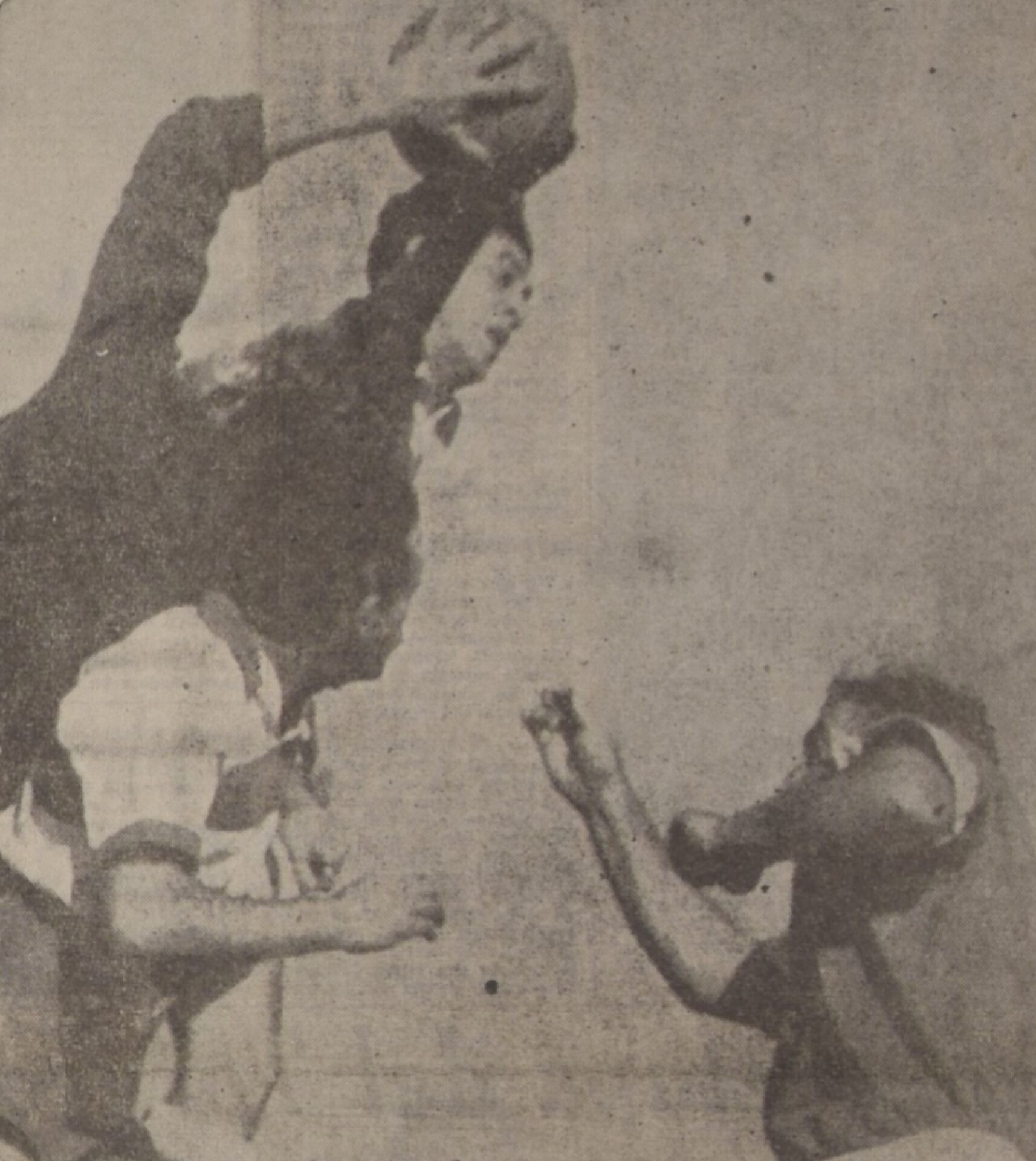
Imagen del triunfo 5:4 de Universidad Católica en el clásico universitario del Torneo de Consuelo.

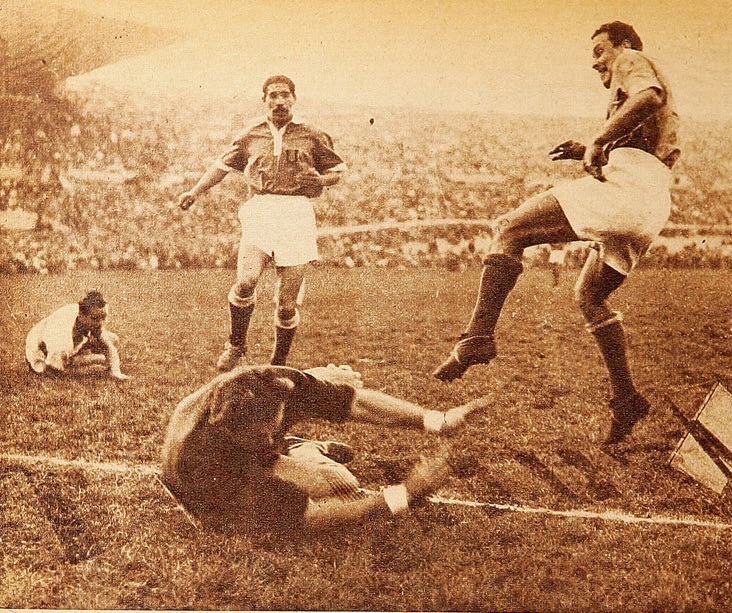
El delantero peruano José Balbuena (U) batiendo a Sergio Livingstone (UC) en el clásico universitario del 15 de agosto de 1948

- Máximo goleador de los Clásicos universitarios: Carlos Campos (U) con 14 goles.[37]
- Jugador con más Clásicos universitarios disputados: Mario Lepe (UC) con 35 partidos.
- Jugador con más Clásicos universitarios disputados por torneos nacionales: Sergio Livingstone (UC) con 32 partidos.[37]
- Máximo goleador en Clásicos universitarios consecutivos: Milovan Mirosevic (UC), 8 goles en 6 partidos.[38]
- Máximo goleador de Universidad Católica: Raimundo Infante 9 goles.
- Máxima goleada conseguida por Universidad Católica en partidos oficiales: 5-0 en 1954, por el Campeonato Nacional, que a la vez es la máxima goleada de un clásico universitario.[39]
- Máxima goleada conseguida por Universidad de Chile en partidos oficiales: 4-0 en 1947 y 1972
- Mayor cantidad de goles en un Clásico universitario oficial: 9 goles en el triunfo de Universidad Católica por 5-4 del Torneo de Consuelo 1949
- Mayor asistencia de público a un Clásico universitario: 85.262 espectadores (Universidad de Chile 4-1 Universidad Católica, 29 de diciembre de 1962 en el Estadio Nacional).[40]
- Menor asistencia de público a un Clásico universitario: 4.985 espectadores (Universidad de Chile 2-0 Universidad Católica, 3 de mayo de 1977 en el Estadio Nacional)
- Universidad Católica le quitó el invicto de 36 partidos seguidos a Universidad de Chile el 22 de diciembre de 2011. El desglose de las victorias consecutivas azules es el siguiente: Clausura 2011 (20 partidos), Copa Chile 2011 (2 partidos), Copa Sudamericana 2011 (12 partidos), Partido por la Copa Sudamericana (2 partidos)[41]
- Primer triunfo oficial de Universidad Católica ante Universidad de Chile en el Estadio San Carlos de Apoquindo: 13 de mayo de 2012, con victoria cruzada por 2 goles a 1.[42]
- Actualmente Universidad Católica tiene una racha de 9 años sin perder en el Estadio San Carlos de Apoquindo: último triunfo azul 5 de abril de 2015, resultado 4 goles a 2 a favor del cuadro laico. Última victoria cruzada, 7 de noviembre de 2021 (último partido disputado hace 2 años por ampliación del estadio), resultado 1 gol a 0 a favor de la UC.
- Equipo en un año con mayor cantidad de jugadores expulsados en clásicos universitarios oficiales: Universidad Católica, con 3 partidos sin terminar con 11 jugadores entre la final del Apertura 2011 y las semifinales del Clausura 2011 (Fue expulsado un jugador que estaba en el banco de suplentes en ambos partidos).

| Futbolistas que han jugado por ambos clubes |
| --- |
| A - Luis Abarca - Raimundo Achondo - Albert Acevedo - Jorge Acuña - Roberto Alderete - Eduardo Arancibia - Francisco Arancibia - Manuel Arriagada - Francisco Arrué B - José Ban - Rodrigo Barrera - Jean Beausejour - Eduardo Bonvallet - Christian Bravo - Carlos Bueno - Miguel Busquets C - Matías Campos Toro - Marcelo Cañete - Roberto Cereceda - Rodolfo Clavería - Marcelo Corrales - César Cortés - Nelson Cossio - Cristián Cuevas D - Hugo Droguett E - Fabián Estay F - Vicente Fernández - Luis Figueroa G - Sebastián Galani - Patricio Galaz - Nelson Gallardo - Paulo Garcés - Sergio Gioino - Adolfo Godoy - Rodrigo Goldberg - Juan Pablo Gómez - Marcos González H - Miguel Hernández - Valber Huerta L - Juan Leiva M - Patricio Mardones - Álex Martínez - Javier Mascaró - Eugenio Mena - Rodolfo Moya N - Adolfo Nef O - Rafael Olarra - Patricio Ormazábal P - Daniel Pérez - Dante Pesce - Miguel Ponce - Waldo Ponce - Edson Puch Q - Alberto Quintano - Franco Quiroz R - Héctor Riera - Ricardo Rojas S - Arturo Salah - Juan Carlos Sarnari T - Cristopher Toselli V - Esteban Valencia - Rodrigo Valenzuela - Jeisson Vargas - Benjamín Vidal Y - Guillermo Yávar W - Óscar Wirth |

Jugadores campeones con ambos equipos (20)

| Jugador           | Universidad Católica | Universidad de Chile |
| ----------------- | --- | --- |
| Guillermo Yávar   | Segunda División de Chile 1975 | Primera División de Chile 1967 Primera División de Chile 1969                                                                                  |
| Luis Abarca       | Copa Chile 1983 Copa República 1983 Primera División de Chile 1984 Primera División de Chile 1987                                                                    | Primera División de Chile 1994 Primera División de Chile 1995                                                                                  |
| Patricio Mardones | Copa Chile 1983 Copa República 1983 Primera División de Chile 1984 Primera División de Chile 1987                                                                    | Primera División de Chile 1994 Primera División de Chile 1995                                                                                  |
| Rodrigo Barrera   | Copa Chile 1991 Copa Interamericana 1994 Copa Chile 1995 Torneo Apertura 2002                                                                                        | Copa Chile 1998 Primera División de Chile 1999 Copa Chile 2000 Primera División de Chile 2000                                                  |
| Miguel Ponce      | Copa Chile 1991 Torneo Apertura 2002 Torneo Clausura 2005 | Primera División de Chile 1995 Copa Chile 1998                                                                                                 |
| Nelson Cossio     | Torneo Apertura 2002 | Primera División de Chile 1994 Primera División de Chile 1995                                                                                  |
| Eduardo Arancibia | Torneo Apertura 2002 | Copa Chile 1998 Primera División de Chile 1999 Copa Chile 2000 Primera División de Chile 2000                                                  |
| Rafael Olarra     | Torneo Clausura 2005 | Copa Chile 1998 Primera División de Chile 1999 Copa Chile 2000 Primera División de Chile 2000 Torneo Apertura 2009                             |
| Marcos González   | Primera División de Chile 2010 | Primera División de Chile 1999 Copa Chile 2000 Primera División de Chile 2000 Torneo Apertura 2011 Copa Sudamericana 2011 Torneo Clausura 2011 |
| Waldo Ponce       | Primera División de Chile 2010 | Copa Chile 2000 Primera División de Chile 2000 Copa Chile 2012-13 Torneo Apertura 2014-15                                                      |
| Jean Beausejour   | Torneo Apertura 2002 | Torneo Clausura 2016-17 |
| Albert Acevedo    | Torneo Apertura 2002 Torneo Clausura 2005 | Torneo Apertura 2011 Copa Sudamericana 2011 Torneo Clausura 2011 Torneo Apertura 2012 Copa Chile 2012-13                                       |
| Paulo Garcés      | Torneo Clausura 2005 Primera División de Chile 2010 | Torneo Apertura 2012 Copa Chile 2012-13 |
| César Cortés      | Torneo Clausura 2005 | Copa Chile 2012-13 Torneo Apertura 2014-15 |
| Roberto Cereceda  | Copa Chile 2011 | Torneo Apertura 2012 Copa Chile 2012-13 |
| Christian Bravo   | Torneo Clausura 2015-16 Supercopa de Chile 2016 Torneo Apertura 2016-17                                                                                              | Torneo Clausura 2011 Torneo Apertura 2012 |
| Edson Puch        | Supercopa de Chile 2019 Primera División de Chile 2019 Primera División de Chile 2020 Supercopa de Chile 2020 Supercopa de Chile 2021 Primera División de Chile 2021 | Torneo Apertura 2011 |
| Valber Huerta     | Supercopa de Chile 2019 Primera División de Chile 2019 Primera División de Chile 2020 Supercopa de Chile 2020 Supercopa de Chile 2021 Primera División de Chile 2021 | Torneo Apertura 2012 Copa Chile 2012-13 |
| Benjamín Vidal    | Supercopa de Chile 2019 Primera División de Chile 2019 | Torneo Apertura 2014-15 Supercopa de Chile 2015 Copa Chile 2015                                                                                |
| Juan Leiva        | Supercopa de Chile 2020 Supercopa de Chile 2021 Primera División de Chile 2021                                                                                       | Torneo Clausura 2016-17 |

| Entrenadores que han dirigido a los dos equipos                                                                                              |
| --- |
| F - Marco Antonio Figueroa L - Martín Lasarte M - Pedro Morales O - Jorge Ormos P - Manuel Pellegrini R - Fernando Riera S - Luis Santibáñez |

- A la fecha no hay DT que haya salido campeón con ambos clubes

## El Combinado universitario
Curiosamente, a partir de 1939 se formó un equipo que incluía jugadores de ambas escuadras con el fin de afrontar los torneos amistosos internacionales tan comunes por esos años, al que comúnmente se llamó "Combinado universitario". Entre otros factores para utilizar esta modalidad se contó la buena relación existente entre jugadores de ambas instituciones, la obtención de mejores recaudaciones y la posibilidad de afrontar de mejor forma los desafíos frente a los equipos internacionales que llegaban verano tras verano al país.
La camiseta del Combinado universitario incluía el escudo de ambos clubes, como por ejemplo en el Cuadrangular Internacional disputado en Santiago de Chile el año 1948. En uno de esos partidos, el Combinado o Selección Universitaria derrotó a Flamengo.
El último encuentro jugado fue frente a Colo-Colo el 13 de octubre de 1974, con victoria por 3 tantos a 2.
En total, el combinado universitario disputó 44 partidos, en los cuales se impuso en 21, empató seis y cayó en los 16 restantes.

### Uniforme
Camiseta roja con las insignias de los clubes Universidad Católica y Universidad de Chile, pantalón azul y medias blancas.
| 1939 - 1974 |

## Clásico universitario del Torneo de Reservas
Uno de los mayores hitos entre los enfrentamientos de Universidad Católica y Universidad de Chile por el Torneo de Reservas se vivió el 3 de enero de 1968. En dicha oportunidad, los cruzados se consagraron tetracampeones de la categoría al derrotar a su clásico rival por 2:1 en el Estadio Independencia.

### Últimos 10 partidos
| Temporada   | Local                | Visitante            | Fecha      | Resultado      |
| ----------- | -------------------- | -------------------- | ---------- | -------------- |
| Torneo 1948 | Universidad de Chile | Universidad Católica | 24.11.1948 | 2-1            |
| Torneo 1951 | Universidad Católica | Universidad de Chile | 31.10.1951 | 3-2            |
| Torneo 1952 | Universidad Católica | Universidad de Chile | 12.10.1952 | 2-0            |
| Torneo 1952 | Universidad de Chile | Universidad Católica | 18.12.1952 | 2-0* (anulado) |
| Torneo 1967 | Universidad Católica | Universidad de Chile | 03.01.1968 | 2-1            |

* No fue de carácter oficial por el retraso de Universidad de Chile en el ingreso a la cancha.

## Clásico universitario versión futsal
El primer encuentro oficial entre Universidad de Chile y Universidad Católica en versión futsal que se jugó oficialmente ocurrió el 1 de julio de 2010 en el Campeonato Nacional de Futsal de Chile 2010. El resultado fue favorable para Universidad Católica 5-3.

### Últimos 10 partidos
| Temporada   | Local                | Visitante            | Fecha      | Resultado |
| ----------- | -------------------- | -------------------- | ---------- | --------- |
| Torneo 2010 | Universidad de Chile | Universidad Católica | 01.06.2010 | 2-4       |

## Clásico universitario versión femenina
El primer encuentro oficial entre Universidad de Chile y Universidad Católica en versión femenina que se jugó profesionalmente, ocurrió el 16 de mayo de 2009 en el torneo de Primera División de fútbol femenino de Chile de 2009.

### Últimos 20 partidos
| Temporada     | Local                | Visitante            | Fecha                   | Resultado |
| ------------- | -------------------- | -------------------- | ----------------------- | --------- |
| Apertura 2014 | Universidad de Chile | Universidad Católica | 19 de julio de 2014     | 1-0       |
| Clausura 2014 | Universidad Católica | Universidad de Chile | 15 de noviembre de 2014 | 1-4       |
| Apertura 2015 | Universidad Católica | Universidad de Chile | 25 de abril de 2015     | 0-1       |
| Clausura 2015 | Universidad de Chile | Universidad Católica | 22 de agosto de 2015    | 5-2       |
| Clausura 2015 | Universidad Católica | Universidad de Chile | 31 de octubre de 2015   | ?-?       |
| Apertura 2016 | Universidad de Chile | Universidad Católica | ? de ? de 2016          | ?-?       |
| Clausura 2016 | Universidad Católica | Universidad de Chile | ? de ? de 2016          | ?-?       |
| Clausura 2017 | Universidad Católica | Universidad de Chile | ? de ? de 2017          | ?-?       |
| Primera 2018  | Universidad de Chile | Universidad Católica | 26 de mayo de 2018      | 5-0       |
| Primera 2019  | Universidad Católica | Universidad de Chile | 20 de abril de 2019     | 1-1       |
| Primera 2019  | Universidad de Chile | Universidad Católica | 25 de agosto de 2019    | 3-2       |
| Primera 2020  | Universidad Católica | Universidad de Chile | 16 de diciembre de 2020 | 0-2       |
| Primera 2021  | Universidad Católica | Universidad de Chile | 22 de mayo de 2021      | 0-10      |
| Primera 2021  | Universidad de Chile | Universidad Católica | 8 de septiembre de 2021 | 3-0       |
| Primera 2022  | Universidad Católica | Universidad de Chile | 2 de abril de 2022      | 0-5       |
| Primera 2022  | Universidad de Chile | Universidad Católica | 27 de agosto de 2022    | 0-4       |
| Primera 2023  | Universidad de Chile | Universidad Cat      | 3 de junio de 2023      | 2-3       |
| Primera 2023  | Universidad Católica | Universidad de Chile | 9 de julio de 2023      | 1-4       |
| Primera 2024  | Universidad Católica | Universidad de Chile | 19 de junio de 2024     | 0-4       |
| Primera 2024  | Universidad de Chile | Universidad Católica | 27 de julio de 2024     | 5-1       |